# 血酒
血酒（ちざけ）は、儀式などの際に誓いを固めるために互いの血を酒にたらして飲む、あるいは動物の血を酒に入れ飲む事。もしくは自分の血を酒に入れて飲む事。
一例として、鹿茸血酒など。